# Juan Vacas
Juan Vacas Montoro (Jaén, 1923 – Córdoba, 8 de agosto de 2007) fue un fotógrafo español que desde 1952 estuvo residiendo en Córdoba y en 1981 fue miembro fundador de la Agrupación Fotográfica de Córdoba (AFOCO).
Entró a trabajar en la Guardia Civil siendo destinado a Córdoba en 1952, donde conoció a otros fotógrafos como Antonio Arenas, José Jiménez Poyato y Francisco Linares. Comenzó a realizar fotografías como aficionado en 1964 y fue miembro fundador de AFOCO donde participaban otros fotógrafos como Alicia Requena y José Gálvez. Su actividad fotográfica se desarrolló muy ligada a esta asociación en la que ejerció diferentes cargos y fue su presidente de honor hasta su muerte.
Utilizó la técnica del blanco y negro para obras de un estilo neorrealista y para un documentalismo costumbrista, así como para trabajos influidos por el conceptualismo, el surrealismo, la abstracción y el gestualismo.
Su empleo del color lo realiza de un modo personalizado mediante técnicas de fotogramas y drippings en los que propone un nuevo discurso fotográfico a través del surrelismo, neoexpresionismo y abstracción.
Algunas de sus más importantes creaciones fotográficas se encuentran el MOMA de Nueva York (con dos imágenes, una de ellas de la Mezquita de Córdoba).

## Premios y homenajes
En 1984 recibe el Trofeo de Oro al mejor fotógrafo andaluz. 
En 1990 recibe un homenaje nacional al que asistieron más de trescientos fotógrafos profesionales de toda España. 
En 1999, la Diputación cordobesa publica el libro Sueños de un fotógrafo, en el que se recoge una selección de sus mejores fotos en color y blanco y negro a lo largo de cerca de quinientas páginas.
En octubre de 2000 recibe la Medalla al Mérito de la ciudad de Córdoba, que le concede el Pleno del Ayuntamiento de esa ciudad.
El 14 de noviembre de 2002 ingresa como académico en la Real Academia de Córdoba.
En el 2004, la Junta de Andalucía le concede la Medalla de Andalucía por su contribución a la cultura y al arte de esa comunidad autónoma.
En abril de 2007 le fue concedido el Premio Averroes de oro a las Bellas Artes.
El 25 de noviembre de 2007 se le concede, a título póstumo, el Premio Juan Bernier a las Artes.